# La trahison des images
La trahison des images (Het verraad der voorstelling) is een surrealistisch olieverfschilderij van de Belgische kunstschilder René Magritte gemaakt in 1928-1929. Het is beroemd om zijn onderschrift Ceci n'est pas une pipe (dit is geen pijp). Het schilderij is ondergebracht in de collectie van het Los Angeles County Museum of Art (LACMA) in Los Angeles.
Met het onderschrift bedoelde Magritte dat de pijp eigenlijk geen echte pijp is maar de afbeelding van een pijp, niet meer dan olieverf op doek. Het schilderij meet 60 × 81 cm (78 × 99 cm met lijst).
De verwijzing naar een herkenbare voorstelling (een pijp) pleegt verraad aan het idee dat slechts in onze geest kan bestaan. De conceptuele kunstenaars trokken deze lijn zeer extreem door met een installatie, een performance of een happening en herleidden het kunstwerk tot een idee. Dit is ook een kritiek op de kunstenaars die vinden dat ze de werkelijkheid zo waarheidsgetrouw moeten weergeven, zoals de hyperrealisten later.
René Magritte vond dat het de taak is van de kunstschilder om de realiteit in een ander kader te plaatsen. Zijn kunst roept altijd meer vragen op dan zij kan beantwoorden. Getuige hiervan is het schilderij van een zeemeermin, afgebeeld met een vissenkop en mensenbenen. Kenschetsend is ook het schilderij van een zeer natuurgetrouw afgebeelde vis die aan de staartzijde verandert in een brandende sigaar met kringelende rookpluim (schilderij l'Exception 1963). 
In 1968 maakte de Vlaamse kunstenaar Marc. Eemans een werk waarin hij een echte pijp op een blauwe achtergrond plakte. Hij plaatste hierbij de tekst Cette pipe est bien une pipe (deze pijp is echt een pijp), als verwijzing naar het schilderij van Magritte.